# Бун (Ајова)
Бун (енгл. Boone) град је у америчкој савезној држави Ајова. По попису становништва из 2010. у њему је живело 12.661 становника.

## Демографија
Према попису становништва из 2010. у граду је живело 12.661 становника, што је -142 (-1.1%) становника више него 2000. године.
| Група             | 2000.          | 2010.          |
| Белци             | 12.542 (98,0%) | 12.085 (95,5%) |
| Афроамериканци    | 41 (0,3%)      | 100 (0,8%)     |
| Азијати           | 27 (0,2%)      | 56 (0,4%)      |
| Хиспаноамериканци | 112 (0,9%)     | 252 (2,0%)     |
| Укупно            | 12.803         | 12.661         |